# Krzyżanów (województwo dolnośląskie)
Krzyżanów – wieś w Polsce położona w województwie dolnośląskim, w powiecie kłodzkim, w gminie Lewin Kłodzki.

## Położenie
Krzyżanów to niewielka wieś łańcuchowa leżąca na południe od Lewina Kłodzkiego, we Wzgórzach Lewińskich, pod Taszowskimi Górkami, na wysokości około 480–500 m n.p.m. Najbliższe otoczenie wsi stanowią użytki rolne.

## Podział administracyjny
W latach 1975–1998 miejscowość administracyjnie należała do województwa wałbrzyskiego.

## Historia
Krzyżanów został założony najprawdopodobniej przez czechów w XIV wieku, jako część państwa homolskiego. W roku 1477 miejscowość została włączona do hrabstwa kłodzkiego, w latach 1595-1684 należała do kamery śląskiej, a następnie do Lewina Kłodzkiego. Na przełomie XVIII i XIX wieku podstawą utrzymania mieszkańców było tkactwo chałupnicze. W roku 1840 w Krzyżanowie były 23 budynki, w których funkcjonowały 24 warsztaty tkackie.

## Szlaki turystyczne
Przez Krzyżanów przechodzi  szlak turystyczny z Lewina Kłodzkiego, przez Taszów, do Zieleńca.